# Curling na Zimních olympijských hrách 2006
Curling na olympiádě v Turíně je na programu od 13. do 24. února v hale Palaghiaccio v Pinarelu

## Medailové pořadí zemí
| Pořadí | Země                         | Zlato | Stříbro | Bronz | Celkově |
| ------ | ---------------------------- | ----- | ------- | ----- | ------- |
| 1.     | Kanada (CAN)                 | 1     | 0       | 1     | 2       |
| 2.     | Švédsko (SWE)                | 1     | 0       | 0     | 1       |
| 3.     | Finsko (FIN)                 | 0     | 1       | 0     | 1       |
| 3.     | Švýcarsko (SUI)              | 0     | 1       | 0     | 1       |
| 5.     | Spojené státy americké (USA) | 0     | 0       | 1     | 1       |
|        | Celkem                       | 2     | 2       | 2     | 6       |

## Medailisté

### Muži
| Disciplína  | Zlato                                                                             | Stříbro                                                                                              | Bronz                                                                                                 |
| ----------- | --------------------------------------------------------------------------------- | --- | --- |
| turnaj muži | Kanada (CAN) · Brad Gushue · Mark Nichols · Russ Howard · Jamie Korab · Mike Adam | Finsko (FIN) · Markku Uusipaavalniemi · Wille Mäkelä · Kalle Kiiskinen · Teemu Salo · Jani Sullanmaa | Spojené státy americké (USA) · Pete Fenson · Shawn Rojeski · Joseph Polo · John Shuster · Scott Baird |

### Ženy
| Disciplína  | Zlato | Stříbro | Bronz |
| ----------- | --- | --- | --- |
| turnaj ženy | Švédsko (SWE) · Anette Norbergová · Eva Lundová · Cathrine Lindahlová · Anna Svärdová · Ulrika Bergmanová | Švýcarsko (SUI) · Mirjam Ottová · Binia Beeliová · Valeria Spältyová · Michèle Moserová · Manuela Kormannová | Kanada (CAN) · Shannon Kleibrinková · Amy Nixonová · Glenys Bakkerová · Christine Keshenová · Sandra Jenkinsová |